# Quadrille (dressage)
Pour les articles homonymes, voir Quadrille.

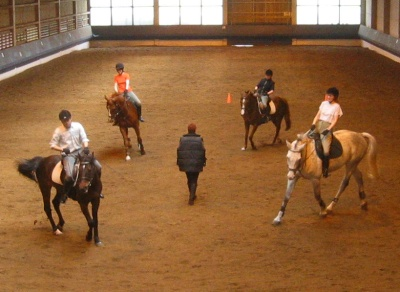
Un quadrille.

Un quadrille est une reprise de dressage chorégraphiée, généralement avec de la musique, et qui est comparée à un ballet équestre. Il met en scène au minimum quatre chevaux. 
Les éléments de base de l'équitation en quadrille proviennent des formations linéaires utilisées dans les guerres datant des années 1650. Un minimum de quatre chevaux est utilisé, mais souvent plus, toujours en nombre pair, qui exécutent les mouvements ensemble. Le quadrille peut être monté comme un spectacle, comme cela est fait par l'École espagnole d'équitation, ou comme une épreuve compétitive. Au plus haut niveau, le quadrille comprend des mouvements tels que l'épaule en dedans, les travers (ou têtes-au-mur), l'appuyer, le passage, les changements de volée et les pirouettes au galop. 